# Abu l-Muhammad Khan
Abu l-Muhammad Khan fou kan de Khivà, fill d'Ilbars Khan III. Fou nomenat per Nadir Shah després de l'assassinat de Tagir Khan i la breu usurpació de Nurali Khan dels kazakhs, i el cap rebel Ertuk Inak fou nomenat primer ministre.
Al cap de poc temps, avançat el 1742 o el 1743, va esclatar una revolta. Ertuk Inak fou assassinat i el kan probablement també o almenys desapareix de la història i fou substituït per Abu l-Ghazi II, nomenat pels rebels.